# Феросплавний завод у Сухарі (Al Tamman)
Феросплавний завод у Сухарі (Al Tamman) — підприємство оманської металургійної промисловості, яке діє на півночі країни та належить компанії Al Tamman.
Завод, який почав роботу в 2013 році, має потужність на рівні 75 тисяч тонн ферохрому на рік. Його основне обладнання складається з двох печей потужністю по 24 МВА.
У 2014-му фактичний випуск становив 54 тисячі тонн ферохрому.
Проєкт реалізували через компанію Al Tamman Indsil Ferro Chrome, засновниками якої на паритетних засадах стали місцева Al Tamman Trading зі складу Muscat Overseas Group (вела видобуток хромітів на рудниках у Ал-Рам та Ваді-Раджмі) та індійська Indsil Group.